# Серце гір (балет)
«Серце гір» — балет грузинського радянського композитора Андрія Баланчивадзе в трьох діях, п'яти картинах. Лібрето Георгія Леонідзе.

## Історія
Перша постановка балету відбулася 27 грудня 1936 року в Тбіліському театрі опери та балету. Ця редакція мала чотири дії, а балет мав назву «Мчезабукі» («Юнак-сонце», «Джарджі»). Драматургічна редакція Миколи Волкова, балетмейстер Вахтанг Чабукіані, художник Симон Вірсаладзе, диригент Євген Мікеладзе.
Друга редакція має сучасну назву і виконується в трьох діях, п'яти картинах. Вперше поставлена 28 червня 1938 року в Ленінградському театрі опери та балету імені Сергія Кірова. Балетмейстер і художник ті ж, диригент Михайло Карпов; Джарджі — Вахтанг Чабукіані, Маніже — Тетяна Вечеслова, Олена Чикваїдзе, князь Заал — Сергій Корень, Роберт Гербек, Натела — Ольга Мунгалова.
Балет ставився також в інших містах СРСР (у дужках прізвища балетмейстерів): Харків (1940, Павло Йоркін), Київ (1940, Сергій Сергєєв), Ташкент (1940, Євген Барановський), Тбілісі (1938, Вахтанг Чабукіані; 1940, Сергій Сергєєв; 1941, 1948, Вахтанг Чабукіані), Ашгабат (1950, Іван Ковтунов).

## Дійові особи[2]
- Князь Еріставі;
- Княгиня;
- Маніже, їхня дочка;
- Натела, подруга Маніже;
- Заал, наречений Маніже;
- Джарджі, селянин;
- Моураві, управитель князя Еріставі;
- Бердіа, старий селянин;
- Зураб, його онук;
- Дружина Бердіа.

## Сюжет
Квітуча весна прийшла в гори Кавказу. Сонце, що сходить, пробивається крізь туман і висвітлює галявину, якою протікає струмок. Вдалині височіє замок князя Еріставі. Вузькою стежкою спускаються до струмка дівчата з глечиками на плечах. Це подруги Маніже. А ось і вона сама. Разом із нею увірвалися сюди веселощі та сміх. Але раптом Маніже затихла. Веселощі змінилися неясним передчуттям кохання. Маніже просить залишити її одну. Неохоче дівчата залишають Маніже і підіймаються до замку гірською стежкою.
З гір долинає звук мисливського рогу. На скелі з луком у руці і з убитим туром на плечах з'являється стрункий молодий мисливець. Скинувши здобич, він спускається до струмка. Нахилившись до води, щоб напитися, він бачить відображення прекрасної дівчини. Погляд його зустрічається з поглядом Маніже. Вона простягає мисливцеві глечик, не знаходячи сил відірвати очей від юнака. І здається княжні й мисливцеві, що вони давно знають одне одного, і в кожному їхньому русі звучить пісня кохання, що охопило їх.
Джарджі (так звуть мисливця) дізнається, що Маніже живе в замку. Він розуміє, як важко йому, простому селянину, боротися за кохання. А Маніже, діставши й поцілувавши хустинку, кидає її Джарджі й стрімко тікає. Довгим гарячим поглядом проводжає її Джарджі, а потім, дбайливо сховавши хустину, взявши зброю і вбитого тура, прямує в бік аулу.
Там святкують день полювання. На площу висипало все населення аулу. Танцюють й старі й малі. Коли з'являється загальний улюбленець Джарджі, свято стає ще веселішим, дзвінкіше гримить музика. Але недовго тривають безтурботні веселощі. Звук сурми сповіщає біду. Моураві, лютий управитель князя Еріставі, зі своїми поплічниками прийшов збирати оброк. Селяни покірно віддають своє добро. Коли у старого Бердіа забирають єдиного коня, обурений Джарджі заступається за старого, вириває з рук Моураві батіг і б'є його по обличчю. Поки управитель і його охорона прийшли до тями, Джарджі схопився на коня і поскакав у гори.
Серед загального хвилювання з'являється князь Еріставі. Дізнавшись про те, що трапилося, він наказує заарештувати і забрати в замок найнепокірніших селян. Серед них старий Бердіа і його онук Зураб.
У замку все дихає спокоєм і тишею. Навколо Маніже сіли її подруги, і найулюбленіша з них, Нателла, розповідає казку про кохання. Усі так захоплені розповіддю, що не помічають, як Маніже вийшла з кола і зажурившись сіла осторонь. Закінчилася казка, дівчата підходять до подруги і намагаються розвеселити її танцями. У танці у відповідь Маніже розкриває все, що наболіло на душі.
У замку з'являються селяни. Вони просять звільнити заарештованих. Князь Еріставі приходить у лють від того, що ніхто не хоче назвати місце, де ховається Джарджі. Він б'є старого Бердіа. Його онукові Зурабу вдається розв'язати руки, і він кидається на князя. Серед загального сум'яття Зураб тікає.
Ще не вляглися хвилювання в замку, як лунають звуки копит. Це їде зі свитою молодий князь Заал. Він хоче просити руки Маніже. Еріставі та його дружина привітно зустрічають багатого нареченого. Маніже тікає. Княгиня заспокоює Заала, пояснюючи поведінку доньки хворобою, і запрошує нареченого у внутрішні покої.
На спорожнілому дворі з'являється Нателла. Вона привела коня, щоб Маніже могла домчати до Джарджі й розповісти йому про те, що стала нареченою Заала. Маніже вже збирається сісти на коня, як раптом із замку виходить князь Заал. Він звертається до Маніже зі словами кохання. Дівчина заперечно хитає головою. Заал запально каже, що за всяку ціну доб'ється її згоди.
Місячне світло осяває висічену в скелі печеру, де ховається Джарджі. Дивлячись на хустку, подаровану коханій, він марить про неї. Самотність Джарджі порушує Зураб. Він прибіг повідомити про те, що сталося в замку. Джарджі запалює багаття — сигнал до повстання. 
Чується шурхіт легких кроків, і перед Джарджі з'являються Маніже і Нателла. Звістка про сватання Заала приголомшує Джарджі. У палкому зізнанні він відкривається у своєму коханні, але повертає дівчині подаровану нею хустку на знак того, що вона вільна. Дівчата йдуть. Слідом за ними входять селяни на чолі з Зурабом. Джарджі закликає до нападу на замок, щоб звільнити ув'язнених.
Минає кілька днів. У замку урочисто святкують заручини. На почесних місцях сидять наречений і наречена. Суворо за старовинним обрядом йдуть танці, підношення золотого яблука, обмін хустками, обдаровування монетами. Закутані в плащі й башлики селяни принесли в подарунок убитого тура. Вони танцюють вітальний танець. Один із селян наближається до Моураві, той упізнає Джарджі. Бенкет перетворюється на бій. Джарджі та його товариші відважно б'ються з гостями князя. Еріставі вдається відтіснити Джарджі від його друзів і завдати удару. Джарджі важко поранений. Стікаючи кров'ю, він падає. Маніже схиляється над ним, перев'язує рану. Вбігає Заал. Він шукає Джарджі, щоб помститися йому. Маніже прикриває собою Джарджі й падає від удару кинджалом. Загін горян на чолі з Зурабом вривається в замок, бачить убиту Маніже і пораненого Джарджі, що схилився над нею.
У суворому мовчанні рухається в гори траурна хода, осяяна загравою палаючого замку Еріставі.

## Хореографія, музика
Композитор включив у партитуру симфонічно розвинуті грузинські народні танці хорумі, перхулі, картулі, а поряд із танцювальними — і пісенні мелодії. Зокрема, у другій дії використано пісню «Я старець, не вбивай мене». Найбільшого розвитку досягають лейтмотиви Маніже і Джарджі в любовній сцені (адажіо), у жіночому танці самайя і в чонгурі.